# الحركة الوطنية للإصلاح والتنمية (العراق)
الحركة الوطنية للإصلاح والتنمية تجمع سياسي مستقل مبني على الفكر الوطني ويؤمن بالثوابت الوطنية بغض النظر عن الانتماءات العرقية أو الطائفية، وينادي إلى أن يكون الولاء للعراق أولاً ولشعب العراق ثانيًا. وأن تكون ساحته الوطنية هي فسحة التواصل بين جميع العراقيين من أفراد ومنظمات وأحزاب، وتمكين القوى الوطنية من ممارسة دورها المنشود في بناء الدولة المدنية الديمقراطية. والعمل على ترسيخ قيمة الفرد والإنسان في ظل مجتمع مدني يقوم على أساس المواطنة وحقوق الإنسان.
- الحـل - هو مختصر الحركة الوطنية للإصلاح والتنمية ويسعى إلى بناء قاعدة إصلاحية متينة والشروع بتنمية شمولية لكل مرافق الحياة تضمن التعددية وحرية الفكر للجميع، ولا تدعم أي توجهات طائفية أو عرقية بل تنظر إلى العراقيين على انهم متساوون في الحقوق والواجبات امام القانون والدولة تحت سقف العراق الواحد الموحد.